# Lijst van rijksmonumenten in Utrecht (stad)/Lange Nieuwstraat
De stad Utrecht telt in totaal 1.402 inschrijvingen in het rijksmonumentenregister. De Lange Nieuwstraat in het centrum telt 34 rijksmonumenten. Hieronder een overzicht.
| Object | Oorspronkelijke functie?  | Bouwjaar                                                   | Architect | Locatie                   | Coördinaten?                | Nr.?   | Afbeelding        |
| --- | ------------------------- | ---------------------------------------------------------- | --------- | ------------------------- | --------------------------- | ------ | ----------------- |
| Breed huis bestaande uit twee bouwlagen                                                                                   | Werk-woonhuis             | 17e eeuw en ouder                                          |           | Lange Nieuwstraat 9       | 52° 5' 17" NB, 5° 7' 22" OL | 450438 | Meer afbeeldingen |
| Hoekhuis van twee bouwlagen, een kelder en een kap evenwijdig aan de straat                                               | Werk-woonhuis             | 17e eeuw                                                   |           | Lange Nieuwstraat 15      | 52° 5' 17" NB, 5° 7' 23" OL | 450439 | Meer afbeeldingen |
| Groot huis van twee bouwlagen, een schilddak en kelders onder het achtergedeelte                                          | Werk-woonhuis             | 18e en 19e eeuw                                            |           | Lange Nieuwstraat 20      | 52° 5' 17" NB, 5° 7' 24" OL | 450440 | Meer afbeeldingen |
| Huis bestaande uit twee bouwlagen, een kap loodrecht op de straat en een kelder onder het achterste deel                  | Werk-woonhuis             | 18e eeuw                                                   |           | Lange Nieuwstraat 23      | 52° 5' 16" NB, 5° 7' 23" OL | 450441 | Meer afbeeldingen |
| Huis van twee bouwlagen, een kap loodrecht op de straat en een, dichtgeworpen kelder                                      | Werk-woonhuis             | 17e eeuw                                                   |           | Lange Nieuwstraat 29      | 52° 5' 16" NB, 5° 7' 23" OL | 450442 | Meer afbeeldingen |
| Huis van twee bouwlagen en een kap loodrecht op de straat                                                                 | Werk-woonhuis             | 17e eeuw                                                   |           | Lange Nieuwstraat 33      | 52° 5' 15" NB, 5° 7' 23" OL | 450443 | Meer afbeeldingen |
| Eenvoudig huis met een gevel, twee bouwlagen en een aankapping                                                            | Werk-woonhuis             | 17e/19e eeuw                                               |           | Lange Nieuwstraat 43      | 52° 5' 15" NB, 5° 7' 24" OL | 450444 | Meer afbeeldingen |
| Pand met ondiep voorhuis, drie bouwlagen en schilddak                                                                     | Werk-woonhuis             | 1e eeuw                                                    |           | Lange Nieuwstraat 66      | 52° 5' 9" NB, 5° 7' 29" OL  | 450445 | Meer afbeeldingen |
| Groot hoekpand bestaande uit drie bouwlagen                                                                               | Werk-woonhuis             | 17e eeuw                                                   |           | Lange Nieuwstraat 76      | 52° 5' 8" NB, 5° 7' 30" OL  | 450446 | Meer afbeeldingen |
| Herenhuis in neoclassicistische stijl                                                                                     | Woonhuis                  | ca. 1850                                                   |           | Lange Nieuwstraat 11      | 52° 5' 17" NB, 5° 7' 22" OL | 514230 | Meer afbeeldingen |
| Pand, met verdieping en mezzanino onder pannen schilddak                                                                  | Werk-woonhuis             | mogelijk 17e eeuw (oorsprong)                              |           | Lange Nieuwstraat 41      | 52° 5' 15" NB, 5° 7' 24" OL | 36250  | Meer afbeeldingen |
| Onderkelderd woonhuis | Werk-woonhuis             | 17e/19e eeuw                                               |           | Lange Nieuwstraat 53      | 52° 5' 14" NB, 5° 7' 25" OL | 36251  | Meer afbeeldingen |
| Poortje met steen 'In de koeivoet 1641'                                                                                   | Erfscheiding              | 1641                                                       |           | Lange Nieuwstraat bij 61  | 52° 5' 13" NB, 5° 7' 25" OL | 36252  | Meer afbeeldingen |
| Herenhuis met langgerekte gevel en rechte kroonlijst                                                                      | Werk-woonhuis             |                                                            |           | Lange Nieuwstraat 63      | 52° 5' 13" NB, 5° 7' 25" OL | 36253  | Meer afbeeldingen |
| Pand met gevel door rechte getande kroonlijst afgedekt                                                                    | Werk-woonhuis             | 17e-18e eeuw                                               |           | Lange Nieuwstraat 65      | 52° 5' 12" NB, 5° 7' 25" OL | 36254  | Meer afbeeldingen |
| Hoekpand met rechte getande kroonlijst                                                                                    | Werk-woonhuis             | 17e eeuw                                                   |           | Lange Nieuwstraat 67A     | 52° 5' 12" NB, 5° 7' 25" OL | 36255  | Meer afbeeldingen |
| Pand met pilastergevel met grote orde en hardstenen kroonlijst                                                            | Werk-woonhuis             | ca. 1650                                                   |           | Lange Nieuwstraat 85      | 52° 5' 11" NB, 5° 7' 27" OL | 36256  | Meer afbeeldingen |
| Pand met gevel met rechte consoles kroonlijst, versierde deurpartij, gesmeed ijzeren hek                                  | Woonhuis                  |                                                            |           | Lange Nieuwstraat 2       | 52° 5' 18" NB, 5° 7' 22" OL | 36257  | Meer afbeeldingen |
| Pand met pilastergevel | Woonhuis                  | 1643                                                       |           | Lange Nieuwstraat 4       | 52° 5' 18" NB, 5° 7' 23" OL | 36258  | Meer afbeeldingen |
| Pand met gevel met rechte kroonlijst, ronde bogen boven de ramen                                                          | Werk-woonhuis             | 17e eeuw                                                   |           | Lange Nieuwstraat 6       | 52° 5' 18" NB, 5° 7' 23" OL | 36259  | Meer afbeeldingen |
| Pand met 18e-eeuwse lijstgevel                                                                                            | Woonhuis                  | 1e eeuw                                                    |           | Lange Nieuwstraat 8       | 52° 5' 18" NB, 5° 7' 23" OL | 36260  | Meer afbeeldingen |
| Pand met gepleisterde gevel met rechte kroonlijst 18e eeuw                                                                | Woonhuis                  | 18e eeuw                                                   |           | Lange Nieuwstraat 24      | 52° 5' 16" NB, 5° 7' 24" OL | 36261  | Meer afbeeldingen |
| Pilastergevel | Woonhuis                  | eerste helft 17e eeuw (bouw) eerste helft 18e eeuw (verb.) |           | Lange Nieuwstraat 28      | 52° 5' 16" NB, 5° 7' 24" OL | 36262  | Meer afbeeldingen |
| Kleine Vleeshal | Handel en kantoor         | 1432                                                       | onbekend  | Lange Nieuwstraat 34      | 52° 5' 15" NB, 5° 7' 25" OL | 36263  | Meer afbeeldingen |
| Sint-Catharinakathedraal                                                                                                  | Kerk en kerkonderdeel     | 1470-1551 (bouw) 1895-1900 (uitbr.) 1955-1965 (rest.)      |           | Lange Nieuwstraat 36      | 52° 5' 15" NB, 5° 7' 25" OL | 36264  | Meer afbeeldingen |
| Kloosterdelen Catharijneconvent                                                                                           | Klooster, kloosteronderdl |                                                            |           | Lange Nieuwstraat 38      | 52° 5' 14" NB, 5° 7' 26" OL | 36265  | Meer afbeeldingen |
| Herenhuis met rechte kroonlijst met consoles en snijwerk, geaccentueerde deurpartij, zadeldak in twee topgevels eindigend | Werk-woonhuis             | 18e eeuw                                                   |           | Lange Nieuwstraat 50      | 52° 5' 11" NB, 5° 7' 28" OL | 36266  | Meer afbeeldingen |
| Pand met gepleisterde gevel met rechte kroonlijst                                                                         | Werk-woonhuis             | 18e-19e eeuw                                               |           | Lange Nieuwstraat 52      | 52° 5' 11" NB, 5° 7' 28" OL | 36267  | Meer afbeeldingen |
| Pand met gepleisterde gevel met rechte kroonlijst                                                                         | Werk-woonhuis             | 18e-19e eeuw                                               |           | Lange Nieuwstraat 52A     | 52° 5' 11" NB, 5° 7' 28" OL | 36268  | Meer afbeeldingen |
| Pand met lijstgevel | Woonhuis                  |                                                            |           | Lange Nieuwstraat 54      | 52° 5' 10" NB, 5° 7' 28" OL | 36269  | Meer afbeeldingen |
| Pand met lijstgevel | Woonhuis                  |                                                            |           | Lange Nieuwstraat 56      | 52° 5' 10" NB, 5° 7' 28" OL | 36270  | Meer afbeeldingen |
| Trapgevel | Woonhuis                  | 17e eeuw                                                   |           | Lange Nieuwstraat 86      | 52° 5' 7" NB, 5° 7' 31" OL  | 36271  | Meer afbeeldingen |
| Toegangspoort behorende bij de Beyerskameren                                                                              | Erfscheiding              | 1597                                                       |           | Lange Nieuwstraat 110     | 52° 5' 4" NB, 5° 7' 34" OL  | 36272  | Meer afbeeldingen |
| Beyerskameren, deel van de                                                                                                | Sociale zorg, liefdadigh. | 1597                                                       |           | Lange Nieuwstraat 108-132 | 52° 5' 4" NB, 5° 7' 33" OL  | 36273  | Meer afbeeldingen |